# Мільченко Анатолій Васильович
Анатолій Васильович Мільченко (нар. 26 березня 1938, Боржомі, СРСР — 28 грудня 2011, Тбілісі, Грузія) — грузинський футбольний арбітр. Рекордсмен по кількості проведених матчів у вищій лізі чемпіонату СРСР. Арбітр ФІФА з 1979 року.

## Життєпис
Народився 26 березня 1938 року. До Боржомі його родина переїхала в 1936 році з України, на будівництво заводу по виготовленню скляних виробів. Батько, Василь Петрович, загинув у роки Німецько-радянської війни. У школі захоплювався баскетболом, волейболом і футболом. Захищав кольори місцевої команди «Чанчкері», яка виступала у футбольному чемпіонаті Грузії.
Військову службу проходив у лавах команд Тбіліського будинку офіцерів і Закавказького військового округу. В сезоні-61 отримав запрошення від керівництва сухумського «Динамо», але через два роки отримав травму і завершив кар'єру футболіста. У цей час поступив на технологічний факультет Грузинського інституту субтропічного господарства в Сухумі, проводив арбітраж дитячих і юнацьких команд.
Поштовхом для подальшої кар'єри став товариським матч за участю московського ЦСКА. Старший тренер «армійців» Всеволод Бобров подякував за кваліфіковане суддівство і запропонував спробувати свої сили на більш високому рівні. Незабаром зателофонували з Федерації футболу Грузії і запропонували провести декілька поєдинків республіканської першості. Отримав республіканську суддівську категорію.
У 27 років, після курсів підвищення кваліфікації у Сочі, розпочав арбітраж команд елітного дивізіону радянського футболу. 29 липня 1967 року дебютував як головний арбітр. У тому матчі «Крила Рад» (Куйбишев) перемогли московське «Торпедо». З 28 грудня 1967 року — суддя всесоюзної категорії. Чотирнадцять разів входив до списку найкращих футбольних рефері країни: (1970—1974, 1977—1985). Протягом 22 сезонів обслуговував матчі чемпіонату СРСР. Провів як головний арбітр 202 поєдинки (рекорд турніру), а в 56 матчах був боковим суддею. Нагороджений пам'ятною золотою медаллю за суддівство понад 100 матчів у вищій лізі.
Обслуговував фінал кубка СРСР 1971 року між «спартаківцями» Москви і ростовським СКА. Поєдинок 7-го серпня завершився внічию, а в додатковому матчі наступного дня долю трофею вирішив єдиний гол москвича Кисельова.
1972 року бригада радянських арбітрів (Тофік Бахрамов, Іван Лукьянов і Анатолій Мільченко) проводили арбітраж першої гри фіналу кубка УЄФА. «Вулвергемптон Вондерерз» на домашньому стадіоні поступилися клубу «Тоттенгем Готспур» з мінімальним рахунком. У Лондоні «Шпори» втримали перевагу і стали першим володарем престижного європейського клубного турніру.
Як головний суддя дебютував на міжнародній арені в розіграші Кубка володарів кубків 1974/75. В 1/16 фіналу східнонімецький «Карл Цейс» переміг чехословацьку «Славію». У тому матчі йому допомагали Карло Круашвілі і Кестутіс Андзюліс.
З 1974 року працював директором туристичного готелю в Сухумі. Голова колегії суддів Абхазії (1972—1988), член Президіуму грузинської колегії суддів (1978—1990).
Проводив суддівство на молодіжному чемпіонаті Європи 1974, юнацький чемпіонаті Європи 1975 у Швейцарії (у тому числі і фінал: Англія — Фінляндія) і молодіжному чемпіонаті світу 1979 в Японії (зокрема, матч за третє місце між збірними Польщі й Уругвая). Був головним арбітром у чотирьох зустрічах відбіркового циклу на чемпіонати світу 1982 і 1986 років. Розглядався, як один з найвірогідніших кандидатів на участь у світових мундіалях в Іспанії і Мексиці, але в обох випадках залишився за межами турнірів.
Після війни в Абхазії переїхав на постійне помешкання до Тбілісі. З 1994 по 1998 рік був представником Абхазії у Посольстві Грузії в Києві. Наступні шість років очолював суддівсий комітет Федерації футболу Грузії.
2000 року був визнаний найкращим грузинським футбольним арбітром ХХ століття.
З 2005 по 2010 рік працював на посаді спортивного директора клубу ВІТ «Джорджія». У цей час тбіліська команда здобувала перемоги у чемпіонаті (2009), суперкубку (2009) і національному кубку (2010). З червня 2010 року — менеджер Федерації футболу Грузії з питань підготовки молодих арбітрів.
Помер 28 грудня 2011 року від інсульту. Похований у Тбілісі.